# François de Sales Bastien
Pour les articles homonymes, voir Bastien.
Pour le Saint chrétien, voir François de Sales.
François de Sales Bastien, baptisé François de Sales-Alphonse Bastien, né le 9 mai 1858 à Vaudreuil et mort dans la même ville le 9 novembre 1925, est un avocat et un notaire québécois, bâtonnier du Québec de 1914 à 1915.

## Biographie
François-de-Sales Bastien nait à Vaudreuil en 1858, de Francois Ouimet et de Elmire-Melina Prevost. Il est baptisé le 11 mai à la paroisse Saint-Michel-de-Vaudreuil. Son père, qui est devenu François de Sales Bastien, était notaire et registrateur du comté de Vaudreuil.
Bastien est admis au Barreau de Montréal en 1880. Il est élu bâtonnier du Barreau de Montréal en 1914, puis devient la même année bâtonnier du Québec pour le bâtonnat de 1914-1915.
À l'âge de 26 ans, il se marie avec Sophie-Josephine-Adèle Masson à Terrebonne. Ils ont deux enfants, Raymond, né en 1887, et Maurice, né en 1889.